# プリニャーノ・チレント
プリニャーノ・チレント（伊: Prignano Cilento）は、イタリア共和国カンパニア州サレルノ県にある、人口約1,100人の基礎自治体（コムーネ）。

## 地理

### 位置・広がり

#### 隣接コムーネ
隣接するコムーネは以下の通り。
- アグローポリ
- チチェラーレ
- オリアストロ・チレント
- ペリート
- ルティーノ
- トルキアーラ